# Berliner Fußballwoche
Die Fußball-Woche ist eine Fußballzeitschrift aus Berlin, deren erste Ausgabe schon am 24. September 1923 erschien und die 1950 wiedergegründet wurde. Konzipiert wurde das Fachblatt angeblich „1921 auf dem Donaudampfer zwischen Budapest und Preßburg“; Gründer war der damals 30-jährige Journalist Kurt Stoof.
Langjähriger Chefredakteur ab der Gründungsphase war von 1924 bis 1944 der Journalist Ernst Werner. Die Fußball-Woche war vor allem in Berlin verbreitet, hatte aber neben der brandenburgischen noch andere regionale Ausgaben. 1934 ging Turnen, Spiel und Sport in der FuWo auf. Seitdem war Walter A. Cordua Schriftleiter für deren norddeutschen Teil. 1944 wurde die Zeitschrift – zuletzt „Amtliches Organ des NS-Reichsbundes für Leibesübungen in Berlin/Brandenburg, Norddeutschland und Westdeutschland“ – kriegsbedingt eingestellt.
Nachdem Stoof 1950 aus sowjetischer Haft zurückgekehrt war, gründete er das Magazin in West-Berlin wieder, erneut mit Werner als verantwortlichem Redakteur. Es führte den alten Titel Fußball-Woche und war amtliches Organ des VBB. Die Nr. 1 erschien mit 24 Seiten am 11. September, in der Woche nach dem 1. Spieltag der Vertrags-Stadtliga.
Der Schwerpunkt lag – und liegt aktuell erneut – auf dem Berliner Fußball, von den Spitzenvereinen bis zur lokalen Ebene. 1950 wurde über die Vereine in Ostberlin noch nicht berichtet, sondern es wurden aus der „Oberliga Ost“ lediglich die Ergebnisse gemeldet.
Zum einhundertjährigen Jubiläum berichtete die Abendschau, dass die Fußballwoche ihre alten Ausgaben zunehmend in der Fuwothek digital zur Verfügung stellt und sich der Zeitungscharakter – auf Grund tagesaktueller Konkurrenz von Webseiten – vermehrt hin zu Reportagen wandelt.

## Weitere
- Eine Fussball Woche (Schreibweise sic) war 1949, also schon vor Stoofs Wiedergründung, im norddeutschen Raum erschienen. Das Blatt widmete sich im Sommer selbigen Jahres auf 16 Seiten[4] dem Fußball in allen vier Landesverbänden des NFV. Mangels eines Impressums sind Herausgeber und Verlagsort ungewiss.

- Als Fachzeitschrift für den Fußball in der DDR erschien ab 1949 und über den Zusammenbruch der Deutschen Demokratischen Republik hinaus bis 1993 Die neue Fußballwoche.